# Rendez-vous d'histoire de Québec
Les Rendez-vous d'histoire de Québec sont une association organisant des conférences et des ateliers autour de l'histoire du Québec. Ils sont fondés en 2018 par l'historienne Catherine Ferland,,,,,.

## Mission de l'organisation
Les Rendez-vous d'histoire de Québec sont une organisation sans but lucratif mettant annuellement sur pieds un festival comprenant des conférences, des ateliers et des activités pluridisciplinaires ayant pour but de faire connaître et de rendre accessibles différents types de contenu valorisant les productions en histoire, en patrimoine et en littérature historique. L'organisation chapeaute également d'autres projets toute l'année durant.
Dans un souci de rendre l'histoire accessible à tous et toutes, l'organisation met en place des activités principalement gratuites ou à faible coût et s'allie de différents lieux ayant une mission similaire, comme le Musée de la civilisation de Québec, pour valoriser l'entièreté du patrimoine historique de la ville de Québec.

## Composition du conseil d'administration

### Officiers
Le président du conseil d'administration est Gilles Herman. Il est accompagné d'Émilie Guilbeault-Cayé à la vice-présidence. Le secrétariat est assuré par Olivia Wu et la trésorerie est administrée par Étienne Breault.

### Administratrices et administrateurs
Le reste du conseil d'administration des Rendez-vous d'histoire de Québec est constitué de 5 administratrices et administrateurs, soit Hélène Dionne, Catherine Lachaussée, Marie-José des Rivières, Boufeldja Benabdallah et Myriam Lévesque.

### Membres fondateurs (premier conseil d'administration)
Les membres fondateurs des Rendez-vous d'histoire de Québec sont les personnes faisant partie de la toute première composition du conseil d'administration du festival soit Catherine Ferland, Marie-Eve Ouellet, Gilles Herman, Alex Tremblay Lamarche, Marie-Ève Sévigny et Christophe Gagnon-Lavoie.

## Éditions des Rendez-vous d'histoire de Québec

### Les premiers Rendez-vous d'histoire de Québec
Les premiers Rendez-vous d'histoire de Québec se sont tenus du 10 au 12 août 2018,,,,,. Durant ces trois jours, ce sont une vingtaine de conférences et d'activités qui ont été présentées aux mordus d'histoire de la Capitale-Nationale. En cette première année d'activités, l'organisation récolte un achalandage de plus de 1 300 personnes.
Parmi les points forts de cette première édition des Rendez-vous d'histoire de Québec, nous pouvons compter notamment la présentation en première mondiale d'un manuscrit inédit de Samuel de Champlain par l'historien Éric Thierry,,,,. Ont également été présentées une vingtaine de planches de la bande-dessinée 1792. À main levée, publiée par l’Assemblée nationale du Québec, celle-ci ont été exposées à la Maison de la littérature. L'historien Luc Nicole-Labrie et l'artiste visuel Richard Vallerand ont présenté une conférence dessinée sur la bière,. Marie-Hélaine Fallut, autrice du blogue historique Mlle Canadienne, a coiffé Louis Rémillard, auteur de bandes-dessinées québécoises, pour illustrer la mode capillaire masculine au XVIIIe siècle,. Un duel d'historiens a eu lieu entre Catherine Ferland et Dave Corriveau opposant les biscuits Leclerc et les gâteaux Vachon au Morrin Centre,,. L'historien Martin Fournier et le bédéiste Louis Rémillard ont présenté leur façon de mettre en récit l’histoire autochtone,. Les historiens Jacques Mathieu et Denis Vaugeois ont discuté de l’héritage de Jacques Lacoursière et de ses façons de faire aimer l’histoire lors de l'activité de clôture,.

### Les deuxièmes Rendez-vous d'histoire de Québec
Les deuxièmes rendez-vous d'histoire se sont tenus du 15 au 18 août 2019, passant cette année-là à une formule sur quatre jours et proposant cette fois plus d'une soixantaine d'activités dont plusieurs opportunités de diversifier l'engouement envers le festival, notamment une programmation jeunesse, un salon du livre de l'histoire et une conférence immersive,.
En 2019, le festival est parrainé par la Fondation Lionel-Groulx et présente l'historien Denis Anger comme porte-parole,. Dans le cadre de sa collaboration avec la Fondation Lionel-Groulx, et en accord avec d'autres partenaires des Rendez-vous d'histoire de Québec, soit la Société historique de Québec et Bibliothèque et Archives nationales du Québec (BAnQ), l'organisation présente en avant-première de sa deuxième édition un atelier de valorisation de l'histoire de Québec et de ses quartiers à travers les articles de l'encyclopédie participative Wikipédia par Jérémy Bouchez et Mathieu Gauthier-Pilote. En tout, ce sont 3300 passionnés d'histoire qui ont participé à la programmation des deuxièmes Rendez-vous d'histoire de Québec.
Parmi les points marquant de cette deuxième édition, dénotons la conférence « Survivre à l’absence : les « presque veuves » de la guerre de la Conquête (1754-1760) » présentée par la doctorante Louise Lainesse. S'est également tenue une conférence avec dégustation sur la cuisine dans les camps de bûcherons menée par Raymonde Beaudoin,. Le festival à fait redécouvrir un quartier durant la conférence immersive sur l'histoire du quartier Saint-Sauveur de la Ville de Québec,,,,,. La participation des festivaliers a été favorisée durant certaines activités, notamment le meurtre et mystère historique « La Conférence de Québec de 1944 comme si vous y étiez ». L'histoire littéraire est également abordé lors de la conférence « Bob Morane, les éditions Marabout et le Québec » présentée par Jacques Hellemans.

### Les troisièmes Rendez-vous d'histoire de Québec (3.0)
La troisième édition du festival a du prendre un tournant à distance,,, afin de pouvoir avoir lieu malgré la pandémie de COVID-19, dont les restrictions sanitaires ont empêché le rassemblement en personnes des mordus d'histoire durant l'été 2020. Bien qu'au moment de tenir la troisième édition, les mesures sanitaires permettaient des rassemblements culturels d'au maximum 250 personnes, les festivals et les grands événements étaient interdit pour éviter la propagation du virus, ce pourquoi cette édition s'est déroulée presque entièrement en ligne. Certaines conférences ont cependant pu être enregistrées devant un public restreint au Musée de l’Amérique francophone, une institution sœur du Musée de la Civilisation. Pour cette édition spéciale axée sur la transmission de l'histoire par l’entremise du multimédia, c'est l'historien et youtubeur Laurent Turcot, figure de proue du milieu de l'histoire numérique, qui s'est acquitté du rôle de porte-parole,.
Joignant le pénible à l'agréable, le format à distance permet d'offrir une édition complètement gratuite et oblige l'organisation à se mettre au goût du jour pour diffuser et en profiter pour pérenniser les contenus produits par les participantes et participants des Rendez-vous d'histoire de Québec sur ses différentes plateformes et réseaux sociaux.
C'est dans cet engrenage que cette édition fut la première à être diffusée et rediffusée notamment via Facebook et Youtube. L'événement donne également lieu à l'enregistrement d'un Balado de six épisodes intitulé « Dans les écouteurs de... » qui revisite l'histoire musicale de six personnages historiques, soit Julie Papineau, Frontenac, Louis Jolliet, Marie de l'Incarnation, Ernest Gagnon et Ève Circé-Côté.

### Les quatrièmes Rendez-vous d'histoire de Québec
Pour sa quatrièmes édition, qui a eu lieu du 11 au 15 août 2021,, les Rendez-vous d'histoire renouvellent leur formulent complètement à distance et proposent près d'une cinquantaine d'activités. C'est le comédien Yves Jacques qui a assuré le rôle de porte-parole. Cette année-là, le festival présente également une programmation jeunesse appelée « Les petits rendez-vous d'histoire »,.
Parmi les points forts de cette quatrième édition, nous pouvons noter un grand entretien entre Éric Bédard et Jean-François Lisée pour commémorer le 25e anniversaire du décès de Robert Bourassa offerte en coalition entre le festival et l'Assemblée Nationale. S'est également tenue la conférence de Pierre B. Berthelot intitulée « Daniel Johnson - la face cachée de la Révolution tranquille ». Il s'agissait également de la première fois que le festival comportait un volet international avec un colloque consacré à Madame de la Peltrie, héroïne méconnue de la Nouvelle-France, dont on souligne le 350e anniversaire du décès en 2021. Une aventure Minecraft a plongé les participantes et participants dans le Québec des années 1890 autour de la construction du Château Frontenac. L'histoire de l'alimentation a également été visitée lors de l'activité « L’alimentation au fil du temps: Le jardin ancestral de La Grande Ferme »,. Le lourd sujet du suicide a été abordé lors d'une discussion croisée sur l'histoire et la bande-dessinée Vous avez détruit la beauté du monde écrite par Christian Quesnel,,et la seule activité en personne a été réservée à la discussion de clôture du festival donnée en hommage à Jacques Lacoursière décédé en juin 2021,.
Encore une fois, le festival profite de ses acquis en diffusion numérique pour permettre au contenu de son événement de perdurer dans le temps.

### Les cinquièmes Rendez-vous d'histoire de Québec
La cinquième édition du festival marque son retour en présentiel avec des conférences devant public et des activités prévues pour tout le monde. Celle-ci a eu lieu du 10 au 14 août 2022,,,,,. L'organisation renouvelle ses idées de programmation jeunesse et de salon du livre de l'histoire des années précédentes et occupe plusieurs lieux clés de l'histoire et du patrimoine de la Ville de Québec, notamment le Musée de la civilisation, le Monastère des Augustines et le Château Frontenac.
Parmi les points forts de cette édition, nommons les partenariats entre le festival, le Musée maritime du Québec et le Musée naval de Québec qui ont permis à l'histoire maritime, et notamment à l'archéologie subaquatique de rayonner,. S'est également tenu un fort entretien entre Éric Bédard et Lucien Bouchard sur l'œuvre politique de René Lévesque,,. Le volet « L'histoire se faire tirer le portrait », comprenant entre autres des conférences sur Sally E. Wood et Livernois ainsi que des activités pour tous les goût, était consacré à la découverte de la photographie dans l'histoire offrant notamment la possibilité de se faire photographier au collodion humide et un atelier de bricolage-collimage où il fallait travailler avec des reproductions de daguerréotypes provenant des collections patrimoniales québécoises. Roland Viau a présenté une conférence sur ses recherches sur le village d’Hochelaga au XVIe siècle et le festival a rendu disponible des expériences audiovisuelles historiques intitulées « Anémoia: dans la tête des passants de Québec », qui se déclinent en 5 capsules,,.
Toujours dans le désir de pérenniser leur contenu et les acquis en matière de technologies informatiques que l'organisation a dû s'offrir durant la pandémie de COVID-19, les Rendez-vous d'histoire de Québec rendent disponible sur leurs plateformes certaines activité de leur 5e édition.

### Les sixièmes Rendez-vous d'histoire de Québec
Les Rendez-vous d'histoire de Québec étaient de retour pour une 6e édition entre les 9 et 13 août 2023,,,,,,. La bande-annonce du festival a été mise publique via les réseaux sociaux le 7 juin 2023. C'est près de 40 conférences et entretiens qui ont été présentés à l'audience des Rendez-vous d'histoire, qui comportant plus de 1800 personnes.
Parmi les conférences attendues de la programmation, notons celle de Chantal Ringuet pour souligner le centième anniversaire de naissance d'Alys Robi, et la soirée cabaret Alys Robi, qui s'est tenue à la Maison de la littérature. Afin de lancer sa programmation, les Rendez-vous d'histoire de Québec ont contribué à l'édition de juin 2023 de la revue Les Libraires afin de proposer des lectures s'inspirant de leur programmation pour patienter jusqu'au festival.
Se sont également tenues une kyrielle d'activités entourant l'histoire dont la conférence de Marie-Michèle Bleau, étudiante en archéologie et stagiaire au parc Jean-Drapeau, s'intitulant « Considérer la présence autochtone sur l’île Sainte-Hélène ». Les festivaliers ont aussi eu droit a un meurtre et mystère des années folles et un retour sur la révolution tranquille. Le festival nous a donné l'occasion de voir l'histoire autrement avec la conférence « Imaginer la Nouvelle-France au théâtre présentée par Sébastien Côté, puis la conférence d'Evelyne Bouchard sur le costume féminin au Bas-Canada. Jean-Charles Panneton, historien et activiste LGBT nous a également présenté sa conférence « L'homosexualité dans l'histoire politique du Québec ». Le 175e anniversaire de l’Institut canadien de Québec (ICQ) a été souligné. Le documentaire « La ville d'un rêve : 350e de Jeanne Mance » par la scénariste Annabel Loyola a été présenté sous le toit d'un nouveau partenaire des Rendez-vous d'histoire de Québec, l'Auberge Saint-Antoine.

## Colloques
Les Rendez-vous d'histoire de Québec ont eu pour mandat de maintenir des colloques à l'occasion d'anniversaires historiques, soit les 350 ans marquant le décès de Madame de la Peltrie et de Marie de l'Incarnation, et le 400e anniversaire de naissance de Louis de Buade de Frontenac. Ces colloques sont présentés à l'occasion des Rendez-vous d'histoire de Québec, respectivement en 2021 et 2022, et offerts en collaboration avec la Commission de la mémoire Franco-Québécoise,.

## Autres contributions multimédias

### Le carrousel d'image des Rendez-vous d'histoire
Le Carrousel d'images des Rendez-vous d'histoire de Québec est réalisé grâce au soutien du gouvernement du Québec et de la Ville de Québec dans le cadre de l'Entente de développement culturel. Il s'agit d'une série de capsules audiovisuelles dans lesquelles des images d'archives sont décortiquées et remises dans le contexte de leur époque par des historiennes et des historiens.

### L'histoire du Québec à colorier
Grâce au soutien de Desjardins et du Ministère de la culture et des communications, l'organisation a pu travailler avec Constance Harvey, illustratrice, pendant trois ans, soit en 2020, 2021 et 2022, afin de créer 44 dessins à colorier à l'image de personnages historiques du Québec.

### Collaboration spéciale avec le Journal de Québec et le Journal de Montréal
Depuis l'été 2021, les Rendez-vous d'histoire de Québec participent à une collaboration spéciale avec le Journal de Québec afin de donner le goût de l'histoire à toutes et à tous. Ainsi, depuis août 2021, l'historienne Catherine Ferland, directrice générale des Rendez-vous d'histoire de Québec rédige mensuellement une chronique intitulée EN IMAGE dans le média appartenant à Québécor,.

## Partenaires des Rendez-vous d'histoire de Québec
| Partenaires publics et privés                   | Partenaires fondateurs      |
| ----------------------------------------------- | --------------------------- |
| Le gouvernement du Québec                       | Les éditions du Septentrion |
| Le gouvernement du Canada                       | La librairie du Quartier    |
| La ville de Québec                              | La librairie TULITU         |
| La Fondation Lionel-Groulx                      | La maison de la littérature |
| La Commission de la mémoire franco-québécoise   | Le Morrin Centre            |
| La Fondation René-Lévesque                      | L’îlot des palais           |
| La Fondation Maurice-Séguin                     |                             |
| Le Consulat général de France à Québec          |                             |
| Le Musée de la Civilisation                     |                             |
| Le Château Frontenac                            |                             |
| Le Monastère des Augustines                     |                             |
| Le Musée Naval de Québec                        |                             |
| Le Musée maritime du Québec                     |                             |
| Le Musée du Fort Saint-Jean                     |                             |
| La revue Cap-aux-Diamants                       |                             |
| Le magazine Continuité                          |                             |
| Interférence – Arts et technologies             |                             |
| Parcs Canada                                    |                             |
| La Commission des champs de batailles nationaux |                             |
| L’Hôtel Château Laurier                         |                             |